# U.S. Route 18
U.S. Route 18 (ou U.S. Highway 18) é uma autoestrada dos Estados Unidos.
Faz a ligação do Oeste para o Este. A U.S. Route 18 foi construída em 1926 e tem 1 043 milhas (1 679 km).

## Principais ligações
Autoestrada 29 perto de Worthing

 Autoestrada 35 em Clear Lake

 Autoestrada 39/Autoestrada 90 em Madison